# Kyle Foggo
Kyle Dustin « Dusty » Foggo (né le 21 novembre 1954) est un agent de la CIA, devenu n°3 de l'agence sous l'administration Bush, qui a été condamné à 37 mois de prison pour corruption.
Directeur exécutif (EXDIR) de la CIA jusqu'en 2006, Kyle Foggo a été inculpé le 13 février 2007 de fraudes dans l'affaire du député Randy Cunningham. Le 10 mai 2007, de nouvelles charges ont été présentées contre lui, dont de blanchiment d'argent, en association avec Brent R. Wilkes, un contractant du département de la Défense. Le 29 septembre 2008, Foggo a plaidé coupable de crime de corruption (felony), admettant qu'en tant que directeur exécutif de la CIA il avait accepté un dessous-de-table afin d'orienter un contrat de la CIA vers l'entreprise de son ami de longue date Brent Wilkes. Un rapport présenté par le procureur en février 2009 le décrivait comme ayant été à plusieurs reprises, depuis 20 ans, signalé comme proche d'affaires de corruption.

## Ascension
Kyle Foggo a grandi dans la région de San Diego, étudiant à l'université d'État de San Diego. Travaillant un temps dans la police, il entra à la CIA dans le cadre du programme Presidential Management Intern. Pendant de longues années, il était chargé des appels d'offres de la CIA. Il commença au Directoire d'administration (DA, Directorate of Administration) de la CIA, passant aux Management General Services ainsi que, pendant une période brève, au Directoire de la Science et des Technologies. Il aura l'occasion, dans sa carrière, de travailler dans chacun des quatre directoires de la CIA.
Au début de sa carrière, il a été en poste en Europe et en Amérique latine. Dans les années 1980, il était au Honduras, travaillant avec l'ambassadeur John Negroponte, qui deviendra sous George W. Bush directeur du renseignement national.

## En Allemagne pendant la «guerre contre le terrorisme»
Lorsque Bush déclara la « guerre contre le terrorisme », il était chef de la base logistique de la CIA en Allemagne, à Francfort, chargé de coordonner les opérations logistiques en directions des bases de l'agence dans le Moyen-Orient. Quelques jours après les attentats du 11 septembre 2001, il devait gérer un budget de 7 millions de dollars, qui tripla rapidement.
En mars 2003, des agents de la CIA lui ont demandé de contribuer à la fabrication des centres clandestins de détention de la CIA. Il a ainsi organisé la construction d'un centre clandestin de détention à Bucarest (Roumanie), au Maroc (qui semble n'avoir jamais été utilisé) et un autre en Europe de l'Est .

## Directeur exécutif de la CIA (octobre 2004-2006)
Nommé en octobre 2004 directeur exécutif de la CIA par le directeur de l'agence, Porter Goss, sa nomination rencontra l'opposition d'agents de la CIA le décrivant comme bon-vivant et homme-à-femmes, avec un penchant pour l'alcool. Le New York Times dit ainsi qu'il était connu au sein de l'agence comme « fumeur de cigares, buveur de bourbon, quelqu'un qui pouvait envoyer un avion-cargo n'importe où dans le monde ou rapidement obtenir des armes, de la nourriture ou de l'argent - tout ce que pouvait avoir besoin la CIA . »

## Inculpation (2007) et condamnation
La chute de Foggo, qui quitta la CIA en 2006, commença avec son inculpation pour fraudes le 13 février 2007 dans le cadre de l'enquête concernant le député Randy Cunningham (rép.), au centre d'un scandale de corruption impliquant le complexe militaro-industriel : des firmes privées achetaient des marchés au département de la Défense en achetant des élus et des fonctionnaires. Cunningham plaida être coupable d'avoir reçu plus de 2,3 millions de dollars de cette façon. Mitchell Wade, propriétaire de MZM, l'une des entreprises les plus impliquées dans le scandale, plaida aussi coupable.
Ami d'enfance et intime de Brent Wilkes, propriétaire d'ADCS Inc. qui profita aussi largement de ce système et fut condamné en février 2008 à 12 ans de prison pour avoir corrompu Cunningham, Foggo fait ainsi objet d'une enquête de l'inspecteur général de la CIA John L. Helgerson (en), ainsi que d'enquêtes du FBI, de l'IRS (fisc), du Defense Criminal Investigative Service et des bureaux deu procureur général des États-Unis à San Diego. Wilkes et Foggo sont allées aux mêmes écoles, à la même université, ont été garçons d'honneur à leurs mariages, et ont nommé leurs fils respectifs en leur donnant le prénom de leur ami,.
Au moins une des firmes de Wilkes, gros contributeur du Parti républicain, a obtenu un contrat de la CIA pour livrer de l'eau minérale aux agents de Langley en Irak après l'invasion de 2003; une enquête est ouverte afin de vérifier la légalité des conditions d'obtention de ce contrat. Wilkes a aussi obtenu des contrats dans la construction des centres clandestins de détention de la CIA, coordonnée par Foggo. 
Wilkes organisait des parties de poker et faisait venir des prostituées (affaire connue sous le nom de « hookergate »), à l'hôtel Westin et à l'hôtel Watergate, réunissant l'ex-député Cunningham, d'autres élus, ainsi que Foggo et d'autres agents de la CIA. L'inculpation de Foggo l'accusait d'avoir reçu des vacances tous frais payés ainsi que des invitations au restaurant de la part de Wilkes, en échange de favoritisme envers l'une de ses firmes, Archer Logistics, qui avait obtenu un contrat d'1,7 million de dollars de la CIA. 
Le 12 mai 2006, les bureaux et le domicile de Foggo, à Vienna (Virginie), ont fait l'objet de perquisitions de la police ainsi que des agents fédéraux. Près d'un an plus tard, le 13 février 2007, Foggo et Wilkes étaient inculpés par les bureaux du procureur de San Diego. Depuis, Foggo a plaidé non coupable de 30 inculpations de fraude, conspiration et blanchiment d'argent, tout en plaidant coupable pour d'autres inculpations, lui valant un peu plus de 3 ans de prison, qu'il purge à Pine Knot (Kentucky).
Kyle Foggo est marié et a deux enfants.